# Gabrielle Smith
Gabrielle Smith, född 24 oktober 1994, är en kanadensisk roddare.
Vid olympiska sommarspelen 2020 i Tokyo slutade Smith på sjätte plats tillsammans med Jessica Sevick i dubbelsculler.